# Chelostoma cockerelli
Chelostoma cockerelli är en biart som beskrevs av Michener 1938. Chelostoma cockerelli ingår i släktet blomsovarbin, och familjen buksamlarbin. Inga underarter finns listade i Catalogue of Life.